# Grotte Bérelle

La grotte Bérelle est une citerne souterraine gallo-romaine située sous l'esplanade du lycée de Saint-Just à Lyon, en France.

## Mentions historiques
Du XVIe siècle au XIXe siècle, elle est citée par les historiens et fréquemment visitée. La grotte Bérelle est présente sur le plan de la Ville de Lyon dressé par Séraucourt en 1735. Selon Jean Burdy, la grotte Bérelle resta accessible au cours des siècles : elle est citée à la Renaissance, et dans des recueils de Descriptions ou de Promenades des XVIIIe siècle et XIXe siècle. On y trouve des graffiti, dont le plus ancien date de 1550, et la plupart se situent entre 1750 et 1760.
Elle est enterrée en 1855 sous les remblais de construction du Grand Séminaire de Lyon (de nos jours le lycée St Just), et depuis tombe dans un relatif oubli. Classé monument historique en 1862[réf. nécessaire], et bien que conservé dans un excellent état, cet édifice ne se visite cependant pas. La rareté des visites de chercheurs explique aussi le peu de publications sur ce monument.

## Description

Emplacement en bleu, entrée en rouge.

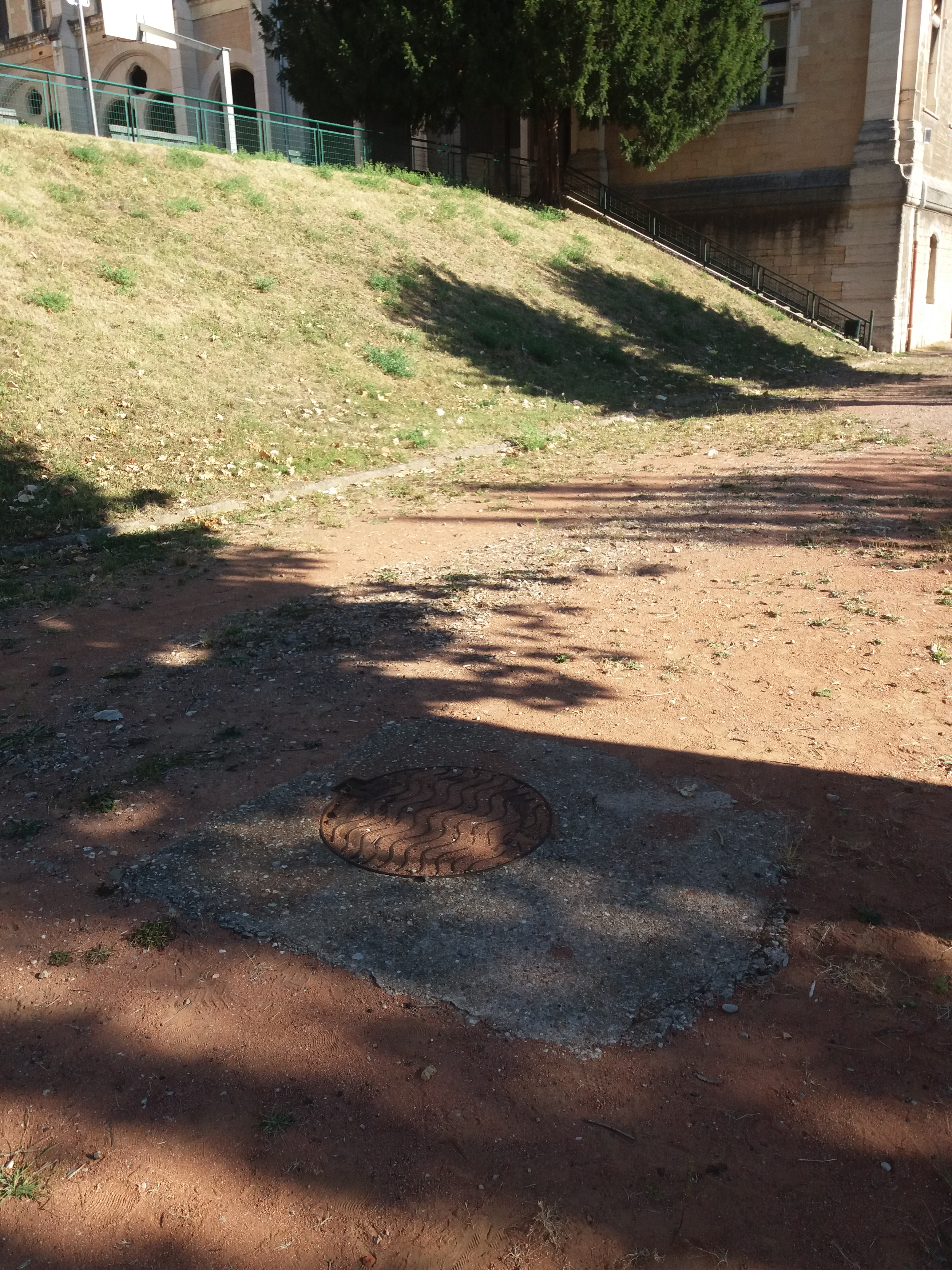
Accès de la grotte Bérelle.

L'architecte Delamonce en reproduit un premier relevé au XVIIIe siècle. L’archéologue lyonnais Camille Germain de Montauzan réalise en 1926 un relevé de l’édifice qui fait référence. Il suit un plan approximativement carré, et ses dimensions intérieures sont de 16 × 15 × 3,6 m, ce qui représente une contenance estimée de 440 m3. La chambre centrale mesure 3,5 m sur 2 m et est entourée de deux galeries voûtées concentriques d’environ 2 m de largeur. Les murs des galeries sont épais d’un mètre et sont percés de 16 arcades, disposées en enfilade. Huit regards cylindriques désormais bouchés traversaient les voûtes. La cote du radier est de 232 m d’altitude. 
Les parois et le sol de cette citerne sont revêtus de tuileau, un enduit hydraulique de couleur rougeâtre caractéristique des techniques romaines. L’alimentation en eau se faisait par deux conduites débouchant dans l’angle sud ouest de la citerne.

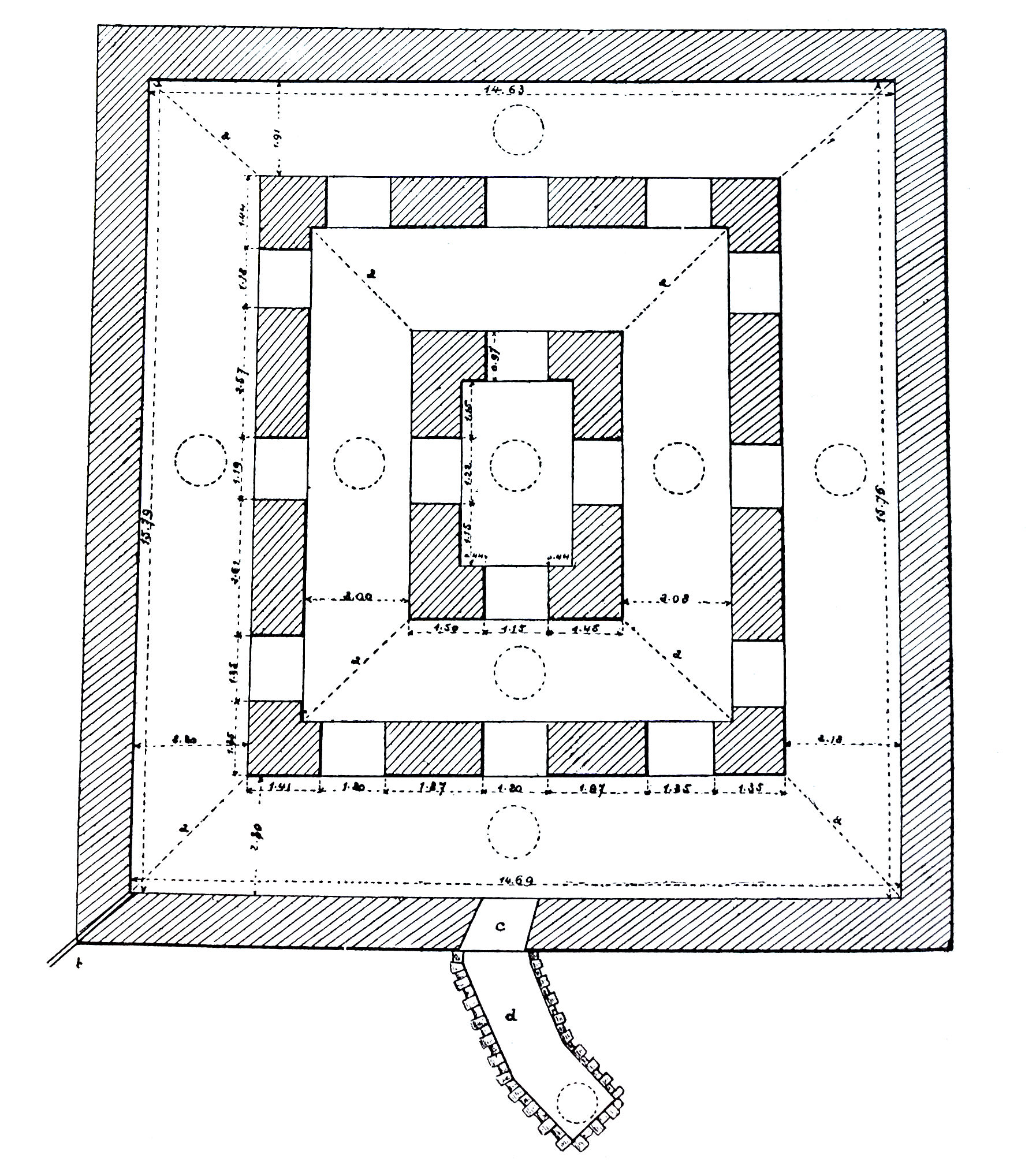
Plan
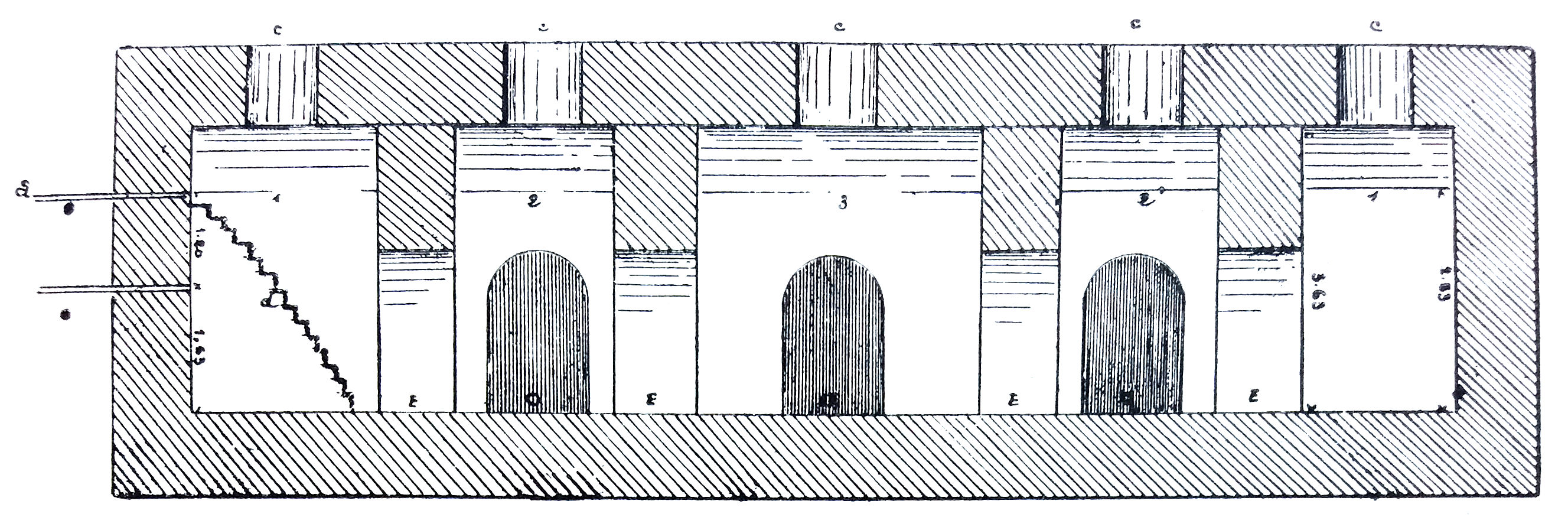
Coupe longitudinale
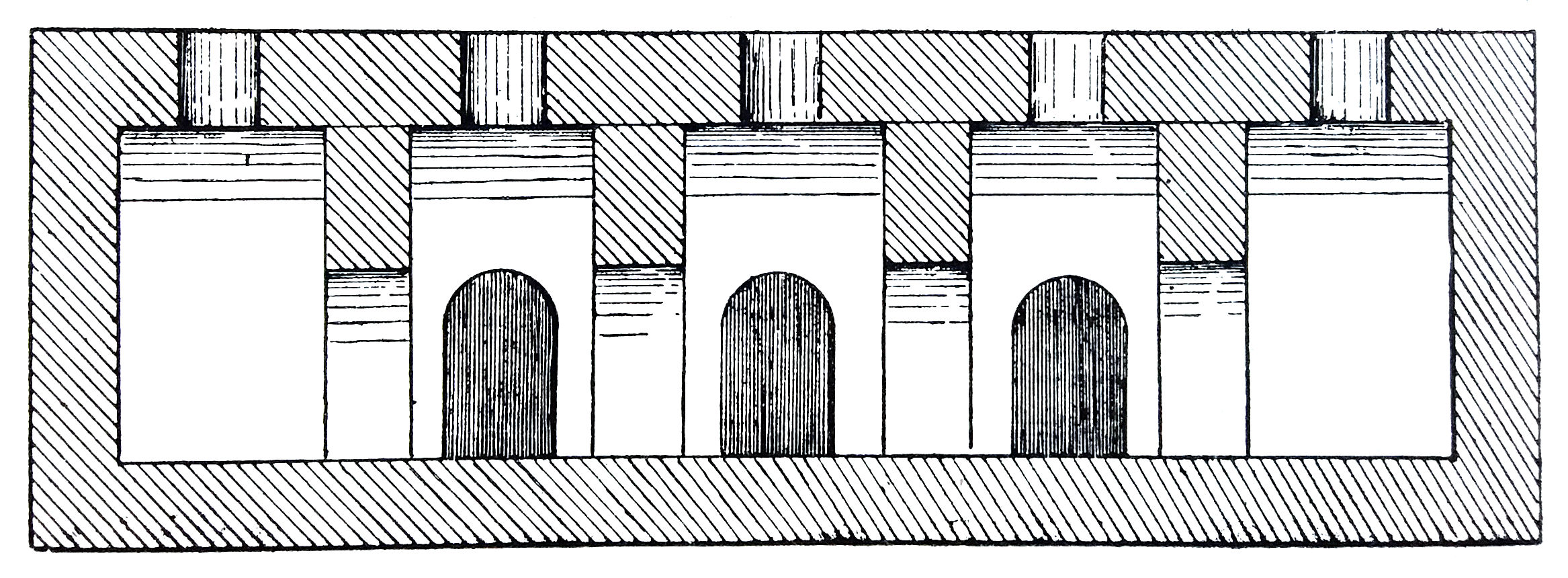
Coupe transversale

## Hypothèses sur sa destination
L’origine de son alimentation en eau est supposée, mais sans preuve formelle, être l’aqueduc de l'Yzeron, un des premiers aqueducs antiques de Lyon.
Le volume important d'eau stockée, comparé aux modestes citernes domestiques de quelques mètres cubes, et le caractère soigné de la construction font penser à une citerne d'usage collectif ou public. Le puisement de l'eau par des regards exclut l'alimentation d'un proche établissement thermal, par ailleurs non découvert. Certains proposent de voir dans la grotte Bérelle la citerne de la caserne de la garnison de Lugdunum que l'on situe traditionnellement à cet emplacement, à proximité également de l'atelier monétaire de Lugdunum que la garnison devait protéger. Cette interprétation reste néanmoins très hypothétique.